# Gemini 8
Gemini 8 (GT-8) fu una missione nello spazio con equipaggio nel corso del programma Gemini degli Stati Uniti d'America.

## L'equipaggio
Poco dopo l'atterraggio di Gemini 5 il 20 settembre 1965 la NASA annunciò la composizione dell'equipaggio per la missione di Gemini 8. L'incarico di comandante della missione venne conferito a Neil Armstrong già comandante dell'equipaggio di riserva per la missione di Gemini 5. Armstrong fu dunque il primo astronauta americano civile ad essere nominato e a volare nello spazio, dato che sino a quel momento tutti gli astronauti precedentemente volati con le diverse missioni facevano parte di un corpo militare.
In qualità di pilota non fu nominato, come di solito avveniva alla NASA, il pilota dell'equipaggio di riserva di Gemini 5, cioè Elliot See, deceduto poco tempo prima in un incidente aereo; al suo posto fu nominato David Scott. Fu il primo astronauta del terzo gruppo scelto dalla NASA a volare nello spazio.
L'equipaggio di riserva era composto da Charles Conrad, pilota della missione Gemini 5 e da Richard Gordon.
Durante la missione, gli astronauti Walter Cunningham e Jim Lovell operarono nel ruolo di radiofonisti di contatto con la capsula (Capcom).

## Preparazione

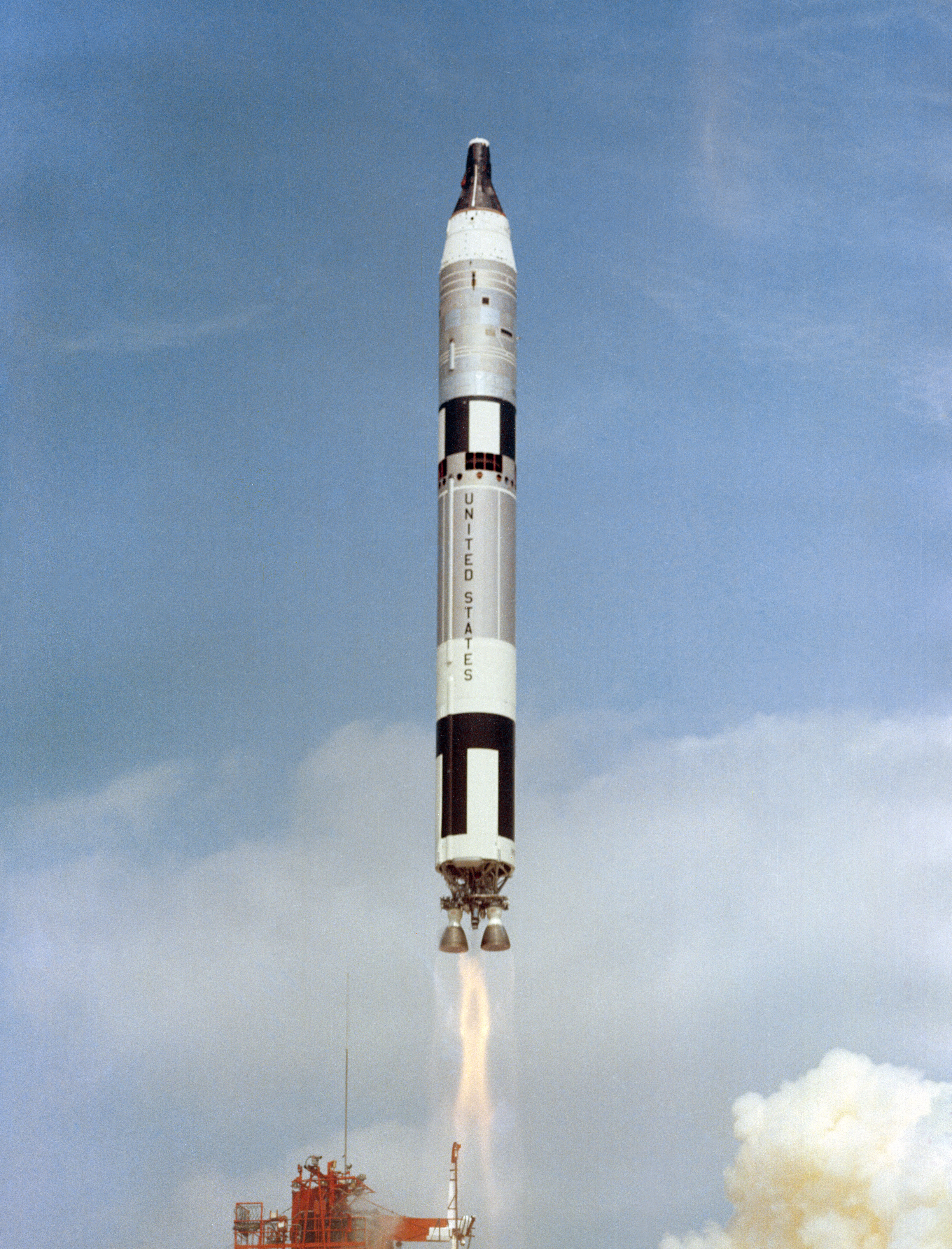
Il lancio di Gemini 8

Il programma di volo per Gemini 8 prevedeva l'aggancio della navicella spaziale con un satellite del tipo Agena precedentemente lanciato nello spazio. Praticamente si trattò del programma originale della missione di Gemini 6 che era stato abbandonato dopo che il lancio del satellite era fallito. Il programma di volo venne dunque spostato alla missione di Gemini 8.
Inoltre il programma prevedeva che il pilota Scott uscisse dalla capsula per svolgere dell'attività extraveicolare. A differenza della passeggiata relativamente breve di Ed White durante la missione di Gemini 4 per l'EVA di questa missione venne prevista una durata di circa 90 minuti, in modo da comprendere il sorvolo della parte notturna della Terra. Inoltre furono previsti dieci esperimenti di tipo scientifico.
La navicella spaziale venne consegnata a Cape Kennedy l'8 gennaio 1966, mentre il razzo vettore del tipo Titan venne assemblato sulla rampa di lancio il 13 gennaio. Infine, la navicella spaziale venne montata in punta al razzo vettore il 31 gennaio.

## Missione

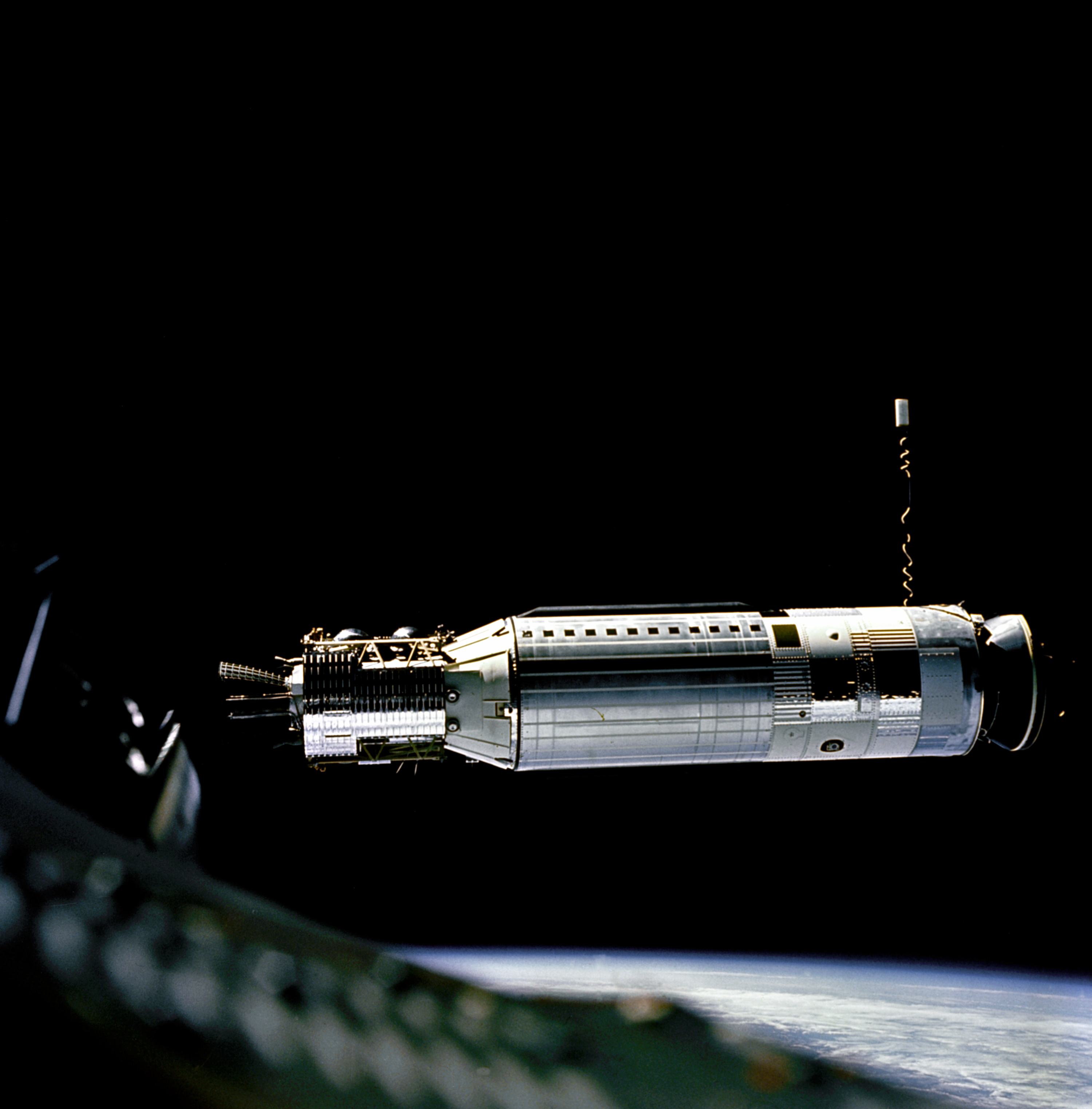
Il satellite Agena visto dalla Gemini 8

Il 16 marzo venne effettuato con successo il lancio del satellite Agena mediante un razzo vettore del tipo Atlas. Si constatò che il satellite impiegava circa 100 minuti per effettuare un'orbita intorno alla Terra. Così si poté provvedere al lancio di Gemini 8 con a bordo l'equipaggio Armstrong e Scott. Dopo circa sei ore di volo, la capsula spaziale aveva raggiunto il satellite Agena a 270 kilometri dalla superficie terrestre e, poco dopo, la manovra di aggancio del Gemini 8 – docking – riuscì perfettamente. Fu il primo aggancio di due veicoli spaziali effettuato in un'orbita intorno alla Terra.
I congegni di propulsione dell'Agena poterono essere manovrati a distanza sia dal centro di controllo a terra, come pure dalla capsula Gemini stessa. Il programma di volo prevedeva pure una manovra per testare la resistenza meccanica dei due veicoli così agganciati. In seguito ad una variazione di posizione per effettuare tale manovra, non si fu più in grado di stabilizzare la combinazione Agena-Gemini, che iniziò a ruotare su sé stessa. Gli astronauti pensarono di aver individuato la causa del problema nel satellite e pertanto si staccarono dallo stesso, dopo averne trasferito il controllo al centro di controllo a terra. Con il distacco ed il conseguente venir meno della massa dell'Agena, l'autorotazione divenne ancor più rapida, raggiungendo il limite massimo di carico e resistenza della capsula e degli astronauti stessi.

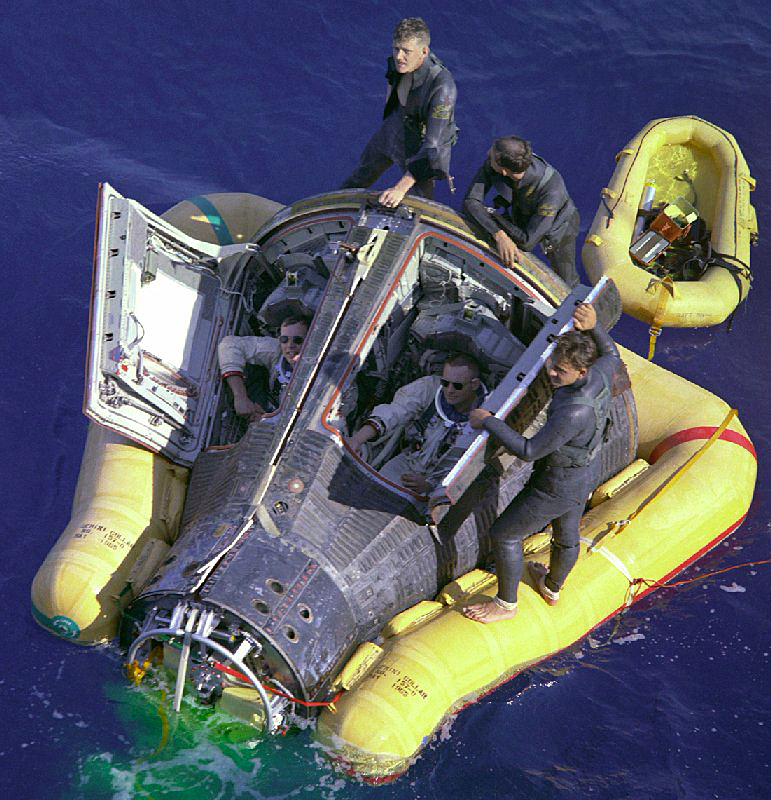
Il recupero in mare di Gemini 8

Con una velocità di rotazione di un giro al secondo ed al limite della perdita dei sensi, Armstrong e Scott riuscirono a stabilizzare la navicella solo disattivando l'Orbit Attitude and Maneuvering System (OAMS), e utilizzando il Re-entry Control System (RCS). Poco dopo si riuscì ad individuare la causa del problema: l'ugello numero 8 dell'OAMS era bloccato in posizione aperta.
Dato che il programma di volo prevedeva imperativamente l'interruzione della missione nel caso che l'RCS fosse stato attivato per qualunque ragione, non restava che avviare un rientro di emergenza. In considerazione del fatto che nell'Oceano Atlantico, luogo previsto per l'atterraggio, si era già fatto notte, la capsula fu fatta scendere nelle acque dell'Oceano Pacifico dove arrivò senza problemi. La missione fu pertanto conclusa dopo solo 11 ore di volo.
Poco dopo l'ammaraggio, Gemini 8 venne raggiunto da un elicottero partito da Okinawa. Sommozzatori assicurarono la capsula e già dopo tre ore la nave torpediniera USS Leonard F. Mason aveva raggiunto Gemini 8 e recuperato la capsula e gli astronauti.
La capsula è attualmente esposta nel Neil Armstrong Air and Space Museum.

## Importanza per il programma Gemini
Da una parte, la missione era riuscita nell'intento di agganciare completamente due veicoli spaziali che si trovavano nell'orbita terrestre, fatto che poté essere valutato come primo sorpasso di carattere tecnico da parte degli Stati Uniti sulla supremazia dimostrata in questo campo da parte dell'Unione Sovietica. Dall'altra parte, la missione fu la prima a dover essere interrotta a causa di una situazione di pericolo.
Il problema con l'incastramento dell'ugello di pilotaggio si verificò in un momento particolarmente inopportuno, perché molte persone in grado di individuare e di risolvere il problema non furono immediatamente raggiungibili. Gli esponenti del direttivo della NASA si trovavano infatti ad un ricevimento, mentre gli esperti della ditta costruttrice della capsula, la McDonnell Aircraft Corporation, si trovavano in volo da Cape Kennedy verso Houston, Texas, per continuare ad osservare la missione direttamente dal centro di controllo a terra, il Lyndon B. Johnson Space Center. Di conseguenza, per i successivi voli nello spazio, venne garantita la continua presenza di collaboratori della McDonnell presso il centro di controllo a terra di Houston, mentre ci si assicurò che tutti gli esponenti del direttivo della NASA non fossero contemporaneamente assenti.
Il satellite del tipo Agena invece poté rimanere in orbita e venne portato su di un'altra traiettoria mediante una manovra a distanza effettuata da terra. Così poté infine essere utilizzato quale meta per successive manovre rendezvous o di aggancio.